# Station Luton Airport Parkway
Luton Airport Parkway is een spoorwegstation van National Rail bij de Luchthaven Londen Luton in Luton, Luton in Engeland. Het station is eigendom van Network Rail en wordt beheerd door Govia Thameslink Railway. Het station is geopend in 1999.